# Distrikt Chumuch

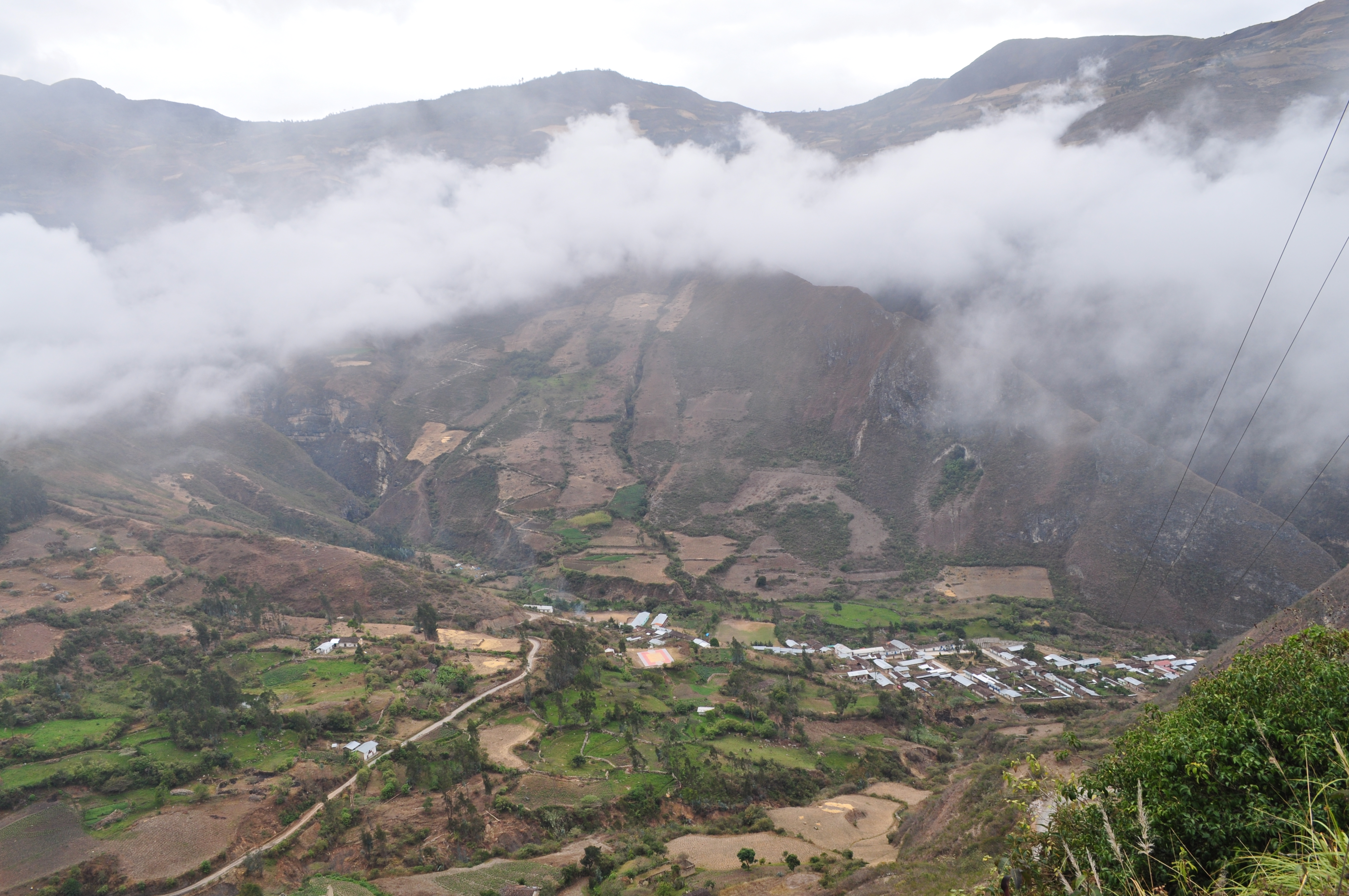
Chumuch und Umgebung (2012)

Der Distrikt Chumuch liegt in der Provinz Celendín in der Region Cajamarca in Nordwest-Peru. Der Distrikt wurde am 30. September 1862 gegründet. Er besitzt eine Fläche von 205 km². Beim Zensus 2017 wurden 2762 Einwohner gezählt. Im Jahr 1993 lag die Einwohnerzahl bei 3188, im Jahr 2007 bei 3123. Sitz der Distriktverwaltung ist die etwa 2192 m hoch gelegene Ortschaft Chumuch mit 200 Einwohnern (Stand 2017). Chumuch befindet sich 30 km nordnordwestlich der Provinzhauptstadt Celendín.

## Geographische Lage
Der Distrikt Chumuch liegt an der Ostflanke der peruanischen Westkordillere im Nordosten der Provinz Celendín. Der Río Marañón begrenzt den Distrikt im Nordosten, dessen linker Nebenfluss Río Las Yangas im Südosten.
Der Distrikt Chumuch grenzt im Südosten an den Distrikt Celendín, im Südwesten an den Distrikt Miguel Iglesias, im Nordwesten an den Distrikt Cortegana sowie im Nordosten an die Distrikte Pisuquía und Cocabamba (beide in der Provinz Luya).

## Ortschaften
Im Distrikt gibt es neben dem Hauptort folgende größere Ortschaften:
- 3 de Octubre
- Agua Santa
- Rambran